# ژورنال مطالعات اسلامی
ژورنال مطالعات اسلامی(به انگلیسی: Journal of Islamic Studies) یک مجله دانشگاهی با داوری همتا برای رشته معارف اسلامی است. این ژورنال در سال 1992 در مرکز مطالعات اسلامی آکسفورد تأسیس و توسط انتشارات دانشگاه آکسفورد منتشر شده است. ژورنال مطالعات اسلامی توسط پایگاه داده دین آتلا، کتابشناسی بین‌المللی علوم اجتماعی، فهرست علوم انسانی بریتانیا، و چکیده‌های تاریخی ابسکو نمایه شده است. ویراستار این نشریه فرحان احمد نظامی از کالج ماگدالن، آکسفورد است. در جلد اول، مجله در سرمقاله ای توسط نظامی با این هدف معرفی شد:
... ترویج انتشار و بحث در مورد یافته‌های پژوهشی در چندین رشته، برای تشویق به درک آگاهانه‌تر از شاخه‌های مختلف یادگیری که مربوط به اسلام است. این رویکرد جامع منعکس‌کننده این دیدگاه است که سنت اسلامی در چارچوبی از آنچه مورخان فرانسوی ممکن است «تاریخ کل» نامیده باشند، بهتر درک و قدردانی شود.